# Klausenburger Michaelskirche

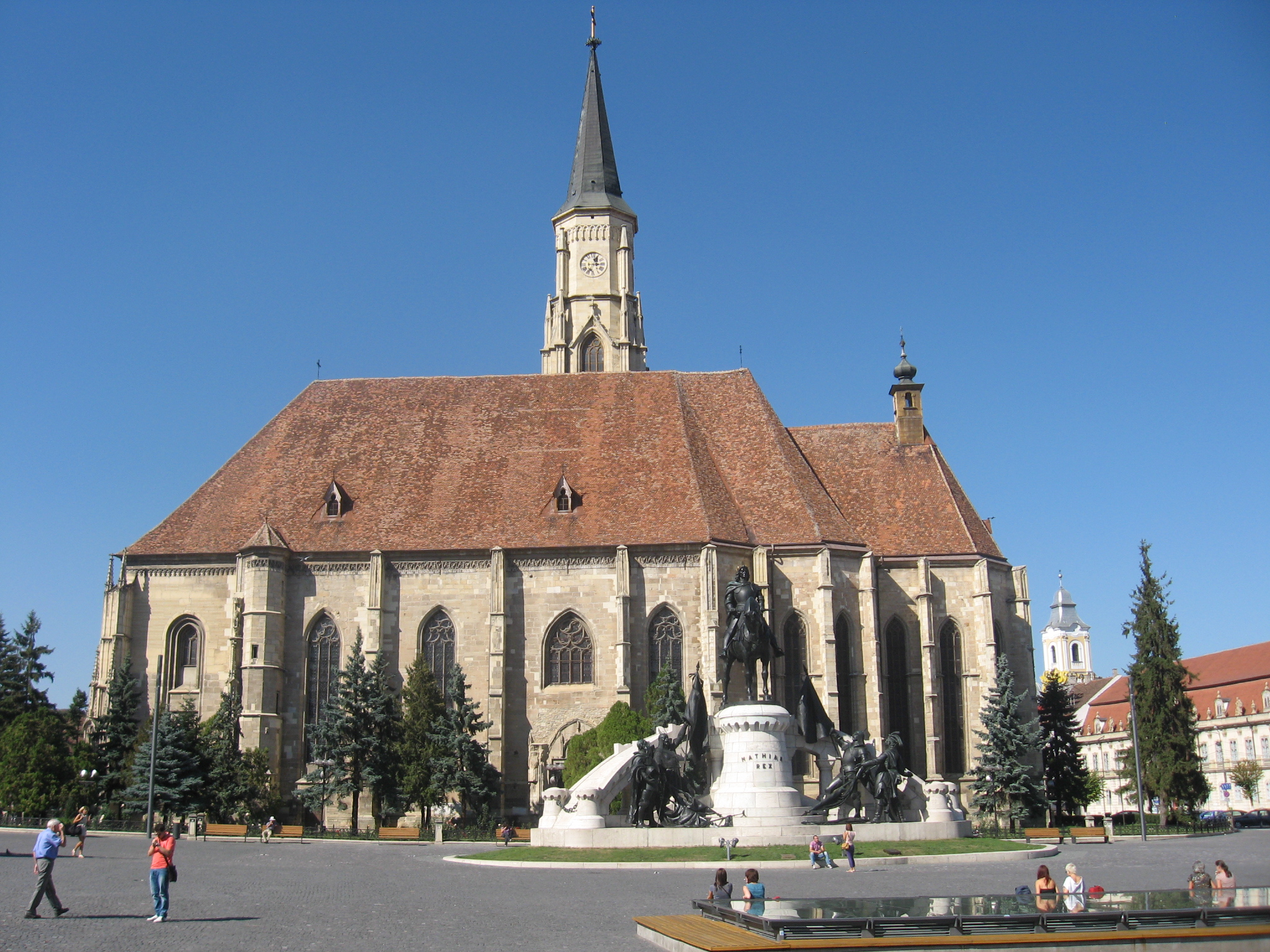
Michaelskirche mit Standbild von Matthias Corvinus

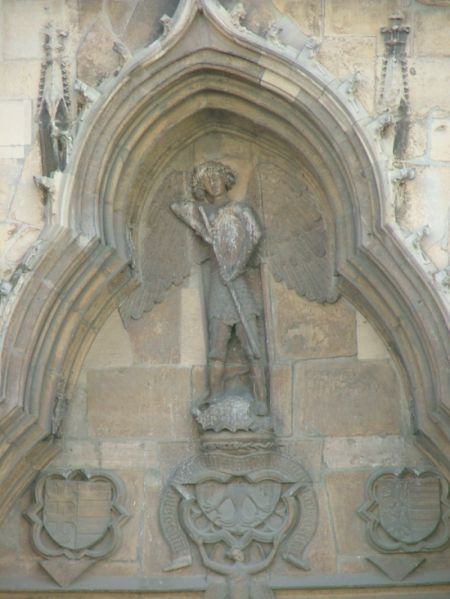
Der Westeingang mit drei Wappen von Sigismund von Luxemburg

Die Klausenburger Michaelskirche (rumänisch Biserica Sfântul Mihail, ungarisch Szent Mihály-templom) in Cluj-Napoca (deutsch Klausenburg) ist das bedeutendste Beispiel einer gotischen Hallenkirche in Siebenbürgen. Aus stilistischen Erwägungen ist der Baubeginn der Kirche um die Mitte des 14. Jahrhunderts anzusetzen. Das Bauwerk erinnert an die Kirche der Heiligen Elisabeth in Kaschau.
In einer ersten Bauphase wurde der Chor errichtet. Das Gebäude sollte ursprünglich mit zwei Türmen versehen werden, einer blieb unvollendet.
Die Kirche wird heute von der römisch-katholischen Gemeinde Klausenburgs genutzt. Von 1566 bis zur Gegenreformation 1716 war die Michaelskirche Gemeindekirche der unitarischen Gemeinde. Hier hielt der Reformator Franz David 1566 eine erste antitrinitarische Predigt. Ende des 18. Jahrhunderts errichteten die unitarische Gemeinde mit der Unitarischen Kirche schließlich ein eigenes Kirchengebäude.

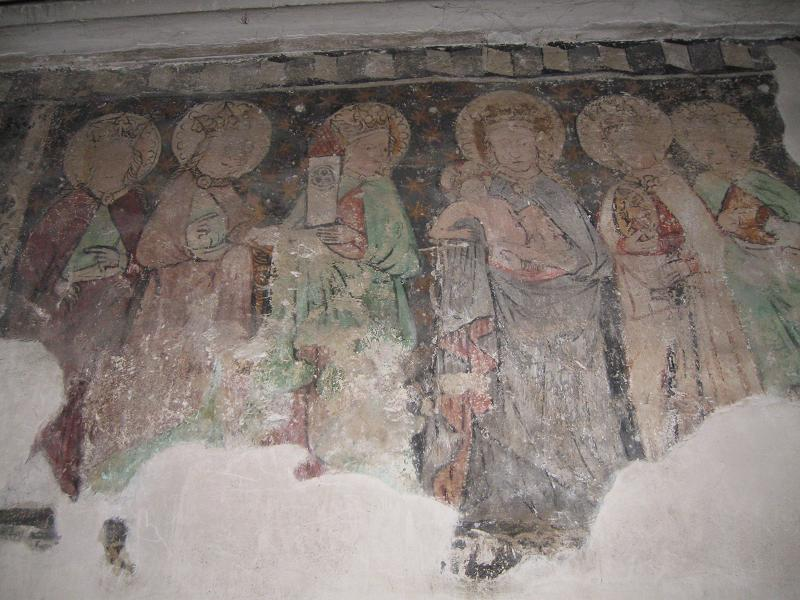
Fresko
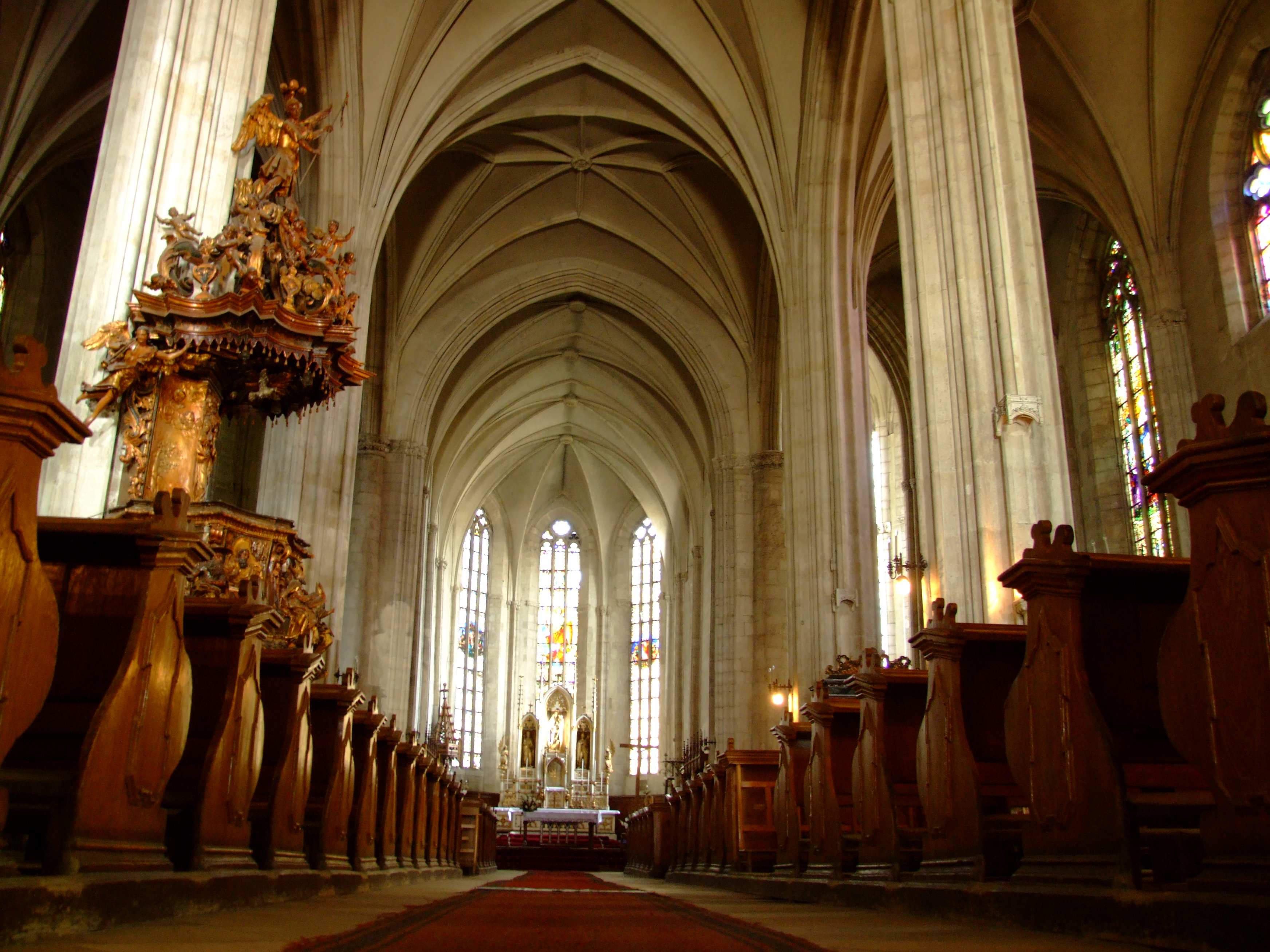
Die Kirche von innen
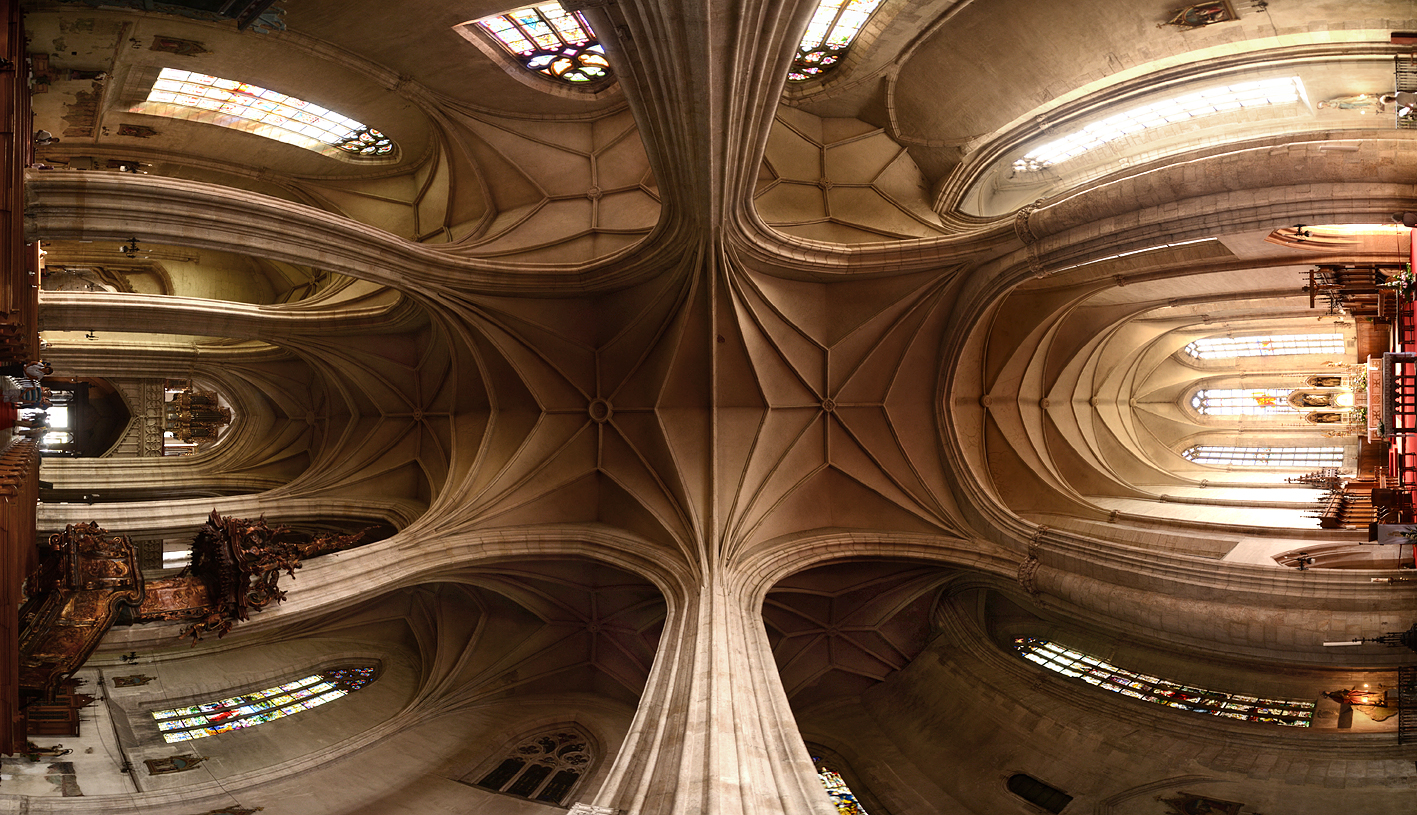
Panorama des Gewölbes